# Swarb's Lazarus
Swarb's Lazarus is een trio  bestaande uit de befaamde Engelse violist Dave Swarbrick (ex-Fairport Convention, ex-Whippersnapper), ook wel bekend als Swarb, met gitarist Kevin Dempsey (ex-Whippersnapper) en multi-instrumentalist Maartin Allcock (ex-Fairport Convention, ex-Jethro Tull). Swarb's Lazarus werd opgericht in 2005 en speelt overwegend traditionele muziek van de Britse Eilanden.
Het livealbum van Swarb's Lazarus markeert de terugkeer van Swarb na een onderbreking van zijn werk over een periode van zeven jaar waarin hij ernstig ziek is geweest.

## Discografie
- Live And Kicking - Swarb's Lazarus - 2006